# CHRONOIZM
CHRONOIZM（クロノイズム）は日本のアパレルブランド。
代表でデザイン/モデルをしている川田圭吾はロックバンド「Novelbright」のベーシスト。派生ブランド「IDEALESS（イデアレス）」2019年開始予定。